# Heidi Østlid Bagstevold
Heidi Østlid Bagstevold, född den 10 juli 1987 i Kongsberg, är en norsk orienterare som ingick i guldlaget vid stafetten i VM 2013.